# Poonch
Poonch är ett distrikt i det pakistanska autonoma territoriet Azad Kashmir. På den indiska sidan gränsen ligger distriktet Punch, i unionsterritoriet Jammu och Kashmir. Den administrativa huvudorten är Rawalakot.
Den kinesiske upptäcktsresanden Hieun Tsang ska ha passerat detta område redan på 600-talet. Omkring 850 uppnåddes regional självständighet här, under Raja Nar. Terrängen är kuperad och högplatå, med enstaka dalar. Folket talar gujari och punchi, samt lever på odling av majs, vete och ris.